# Pentafluorsulfanylbenzol
Pentafluorsulfanylbenzol ist eine organische Schwefelverbindung mit sechswertigem Schwefel. Es ist eine farblose, chemisch stabile Flüssigkeit hoher Dichte.

## Synthese
Pentafluorsulfanylbenzol kann ausgehend von Diphenyldisulfid oder Trifluorsulfanylbenzol durch Umsetzung mit Silber(II)-fluorid bei 120 °C hergestellt werden, oder ausgehend von Pentafluorsulfanylacetylen und Butadien durch eine Diels-Alder-Reaktion, wobei die Ausbeute aber sehr gering ist. Eine alternative Synthese sind die Umsetzung von Diphenyldisulfid mit Xenondifluorid und Tetraethylammoniumchlorid, deren Ausbeute jedoch ebenfalls eher gering ist. Eine neuere Synthese aus dem Jahr 2004 mit deutlich besserer Ausbeute geht von 1,4-Cyclohexadien aus. Zunächst wird eine Doppelbindung durch Umsetzung mit Sulfurylchlorid dichloriert. Im nächsten Schritt wird in einer triethylboran-katalysierten Reaktion mit Schwefelmonochloridpentafluorid die Pentafluor-λ6-sulfanylgruppe eingeführt. Anschließend werden durch Umsetzung mit Natriumethanolat drei Moleküle Chlorwasserstoff eliminiert und so der aromatische Ring aufgebaut. Verschiedene andere Synthesewege, die ebenfalls Schwefelpentafluoridmonochlorid oder Schwefelmonobromidpentafluorid nutzen, existieren ebenfalls. Eine weitere effiziente Synthese geht von Thiophenol aus, der zunächst mit elementarem Chlor und Kaliumfluorid zu einem Tetrafluorid-Monochlorid umgesetzt wird. Dieses wird dann mit Zink(II)-fluorid oder Fluorwasserstoff umgesetzt oder mit Antimon(III)-fluorid in einer Mischung mit einer starken Lewissäure (Antimon(V)-fluorid oder Antimon(V)-chlorid).

## Eigenschaften und Reaktionen
Die Pentafluor-λ6-sulfanylgruppe hat einen stark elektronenziehenden Effekt, stärker als der einer Trifluormethylgruppe und ähnlich einer Nitrogruppe, und führt demnach bevorzugt zu Substitutionen des aromatischen Rings in der meta-Position. Die Pentafluor-λ6-sulfanylgruppe ist chemisch sehr stabil, sowohl gegen starke Säuren und Basen als auch gegen starke Oxidations- und Reduktionsmittel. Daher kann die Verbindung leicht durch diverse Reaktionen weiter funktionalisiert werden.

## Verwendung
Pentafluorsulfanylbenzol wurde als Edukt für die Synthese eines modifizierten Fenfluramins verwendet, dass statt einer Trifluormethylgruppe eine Pentafluor-λ6-sulfanylgruppe trägt.